# (343444) Halluzinelle
(343444) Halluzinelle ist ein Asteroid des mittleren Hauptgürtels, der am 7. März 2010 von den deutschen Amateurastronomen Stefan Karge und Erwin Schwab am 60-cm-Cassegrain-Teleskop der Hans-Ludwig-Neumann-Sternwarte auf dem Kleinen Feldberg (IAU-Code B01) entdeckt wurde. Unbestätigte Sichtungen des Asteroiden hatte es schon mit der vorläufigen Bezeichnung 2008 UA219 an der auf dem Kitt Peak gelegenen Außenstation des Steward Observatory gegeben.
Zum Zeitpunkt seiner Entdeckung, in der Nacht vom 7. auf den 8. März 2010, befand der Asteroid sich in circa 250 Millionen Kilometer Entfernung, am erdnächsten Punkt seiner Umlaufbahn, und hatte eine scheinbare Helligkeit von lediglich 20 mag.

## Benennung
(343444) Halluzinelle ist nach einem holografischen Charakter aus der deutschen Science-Fiction-Fernsehserie Ijon Tichy: Raumpilot benannt. Die satirische Fernsehserie basiert auf einer freien Bearbeitung der Geschichtensammlung Sterntagebücher von Stanisław Lem. Der Charakter mit der Bezeichnung Analoge Halluzinelle wird von Nora Tschirner gespielt. Die Benennung des Asteroiden erfolgte am 19. September 2013. Ein weiterer nach der Fernsehserie benannter Asteroid ist der Asteroid des äußeren Hauptgürtels (343000) Ijontichy. Nach Stanisław Lem war schon 1992 der Asteroid des inneren Hauptgürtels (3836) Lem benannt worden.